# Samuel Enander (biskop)
Samuel Enander, adlad Gyllenadler, född den 20 september 1607 i Västra Eneby församling, död den 17 december 1670, var superintendent i Kalmar stift och biskop i Linköpings stift inom Svenska kyrkan.

## Biografi
Samuel Enanders föräldrar var kyrkoherden Nicolaus Petri och Elin Jönsdotter. Enander började studera vid Uppsala universitet i oktober 1626 och vann den filosofiska graden där den 13 mars 1632. Två år senare utnämndes han till lektor i filosofi vid läroverket i Linköping. År 1637 upptog han studier vid Leidens universitet. Han gifte sig 10 december 1637 med Margareta Jönsdotter, dotter till Linköpingsbiskopen Jonas Petri Gothus. Enander adlades 1658 med namnet Gyllenadler, men skrev sig alltid med sitt gamla namn. Samuel Enander gifte sig för andra gången 1653 med Brita Nilsdotter, dotter till superintendenten i Kalmar Nicolaus Eschilli, som Enander hade efterträtt.

### Kyrklig gärning
År 1638 vigdes Enander till präst och blev året därpå kyrkoherde i Rystads församling. År 1641 bytte Enander ut befattningen som lektor i filosofi mot lektoratet i teologi. Han utnämndes 1643 till kyrkoherde i Söderköpings församling och han blev känd av pfalzgrevarna på Stegeborgs slott, vilket gynnade hans karriär. Drottning Kristina gjorde honom 1647 till hovpredikant. Enander förordnades 1648 till superintendent inom den svenska armén. Hans tid i Tyskland blev kortvarig, eftersom den Westfaliska freden slöts samma år. Han blev superintendent i Kalmar stift 1650 och utnämndes 1655 till biskop i Linköpings stift, där han efterträdde Andreas Johannis Prytz.

### Riksdagsman
Enander var prästeståndets talman vid riksdagen i Göteborg 1660 och riksdagen i Stockholm 1660. Han försvarade där hertig Adolf Johan av Pfalz sak, vid överläggningarna om dennes uteslutande ur regeringen. Enander var prästeståndets talman även vid riksdagen 1664, då han som ordförande vid undersökningen om biskoparna Johannes Terserus och Johannes Matthiæ Gothus förmenta villomeningar i väsentlig mån bidrog till att Terserus blev fälld. Nicolaus Eschilli hade skarpt kritiserat Gothus, inte minst vid riksdagarna 1644 och 1647, men drottning Kristina hade då beskyddat Gothus, som hade varit hennes lärare.

### Webbkällor
- Adel. ätten Gyllenadler, n:o 655. Tab 4 i Gabriel Anrep, Svenska adelns ättar-taflor (1858–1864), afdelning 2